# خورخي روجاس (لاعب كرة قدم بوليفي)
خورخي روجاس (بالإسبانية: Hugo Rojas) هو لاعب كرة قدم بوليفي في مركز الوسط، ولد في 6 ديسمبر 1993 في سانتا كروز دي لا سييرا في بوليفيا. لعب مع Sport Boys Warnes ‏.

## وصلات خارجية
- خورخي روجاس (لاعب كرة قدم بوليفي) على موقع قاعدة بيانات كرة القدم.إي يو (الإنجليزية)
- خورخي روجاس (لاعب كرة قدم بوليفي) على موقع ناشيونال فوتبول تيمز (الإنجليزية)
- خورخي روجاس (لاعب كرة قدم بوليفي) على موقع Soccerway.com (الإنجليزية)